# Erlaubnisirrtum
Als Erlaubnisirrtum wird nach deutschem Strafrecht ein Irrtum bezeichnet, bei dem der Irrende sich einen Rechtfertigungsgrund vorstellt, der tatsächlich aber nicht oder nicht in der vermuteten Form existiert. Er ist damit mit dem Verbotsirrtum verwandt.
In der Rechtslehre wird immer wieder zwischen dem Erlaubnisexistenzirrtum, der auch als Erlaubnisnormirrtum bezeichnet wird und die fehlerhafte Vorstellung über die tatsächliche Existenz eines Rechtfertigungsgrundes signalisieren soll und dem Erlaubnisgrenzirrtum unterschieden. Letzterer bezeichnet die fehlerhafte Vorstellung des Täters von der Reichweite eines Rechtfertigungsgrundes. Die Differenzierung führt letztlich zu keinen unterschiedlichen Ergebnissen, da die Rechtsfolgen die gleichen sind.
Beispiel für Erlaubnisexistenzirrtum: Beamter B ist unter Termindruck und benutzt unbefugt ein nicht abgeschlossenes fremdes Auto. Er geht davon aus, dass dies Beamten in dringenden Fällen (auch ohne die Voraussetzungen des rechtfertigenden Notstands zu erfüllen) gestattet sei, hier also ein Rechtfertigungsgrund zum unbefugten Gebrauch eines Fahrzeugs (objektiver Tatbestand des § 248b StGB) vorliegt.
Beispiel für einen Erlaubnisgrenzirrtum: K tötet die Kinder F, G, und H durch Schusswaffengebrauch in der irrigen Annahme, das Eigentum an den Kirschen, die diese gerade stehlen, dürfte ohne Weiteres mit diesem Mittel verteidigt werden. Ein Notwehrrecht wäre zwar gegeben, ist in der Qualität aber  nicht geboten, da die Grenzen des Rechts weit überschritten werden.
Irrt der Täter sowohl über die Existenz als auch die Grenzen eines Rechtfertigungsgrundes, liegt ein sogenannter Doppelirrtum vor.
Wegen dieser Vorstellung ist das Unrechtsbewusstsein des Täters eingeschränkt. Ist i. S. d. § 261 StPO das Gericht von der Existenz der Fehlvorstellung überzeugt, wird es die Rechtsfolge des § 17 StGB anwenden: War der Erlaubnisirrtum vermeidbar (wovon in der Regel auszugehen ist), steht dem Gericht die Möglichkeit der Strafmilderung nach § 49 Abs. 1 StGB zu. War der Irrtum nicht vermeidbar, ist die Tat nicht schuldhaft begangen worden.
Problematisch kann dabei die Abgrenzung zum Erlaubnistatbestandsirrtum sein. Dabei glaubt sich der Irrende wegen fehlerhafter Sachverhaltsbeurteilung als gerechtfertigt und er wäre es auch, wenn der irrig angenommene Sachverhalt zuträfe. Der Erlaubnisirrtum stellt jedoch auf die fehlerhafte Vorstellung der (Straf-)Rechtslage in Deutschland ab.